# Alchemilla glomerulans
Alchemilla glomerulans é uma espécie de rosácea do gênero Alchemilla, pertencente à família Rosaceae.